# Cantón de Montbron
El cantón de Montbron era una división administrativa francesa, que estaba situada en el departamento de Charente y la región de Poitou-Charentes.

## Composición
El cantón estaba formado por catorce comunas:
- Charras
- Écuras
- Eymouthiers
- Feuillade
- Grassac
- Mainzac
- Marthon
- Montbron
- Orgedeuil
- Rouzède
- Saint-Germain-de-Montbron
- Saint-Sornin
- Souffrignac
- Vouthon

## Supresión del cantón de Montbron
En aplicación del Decreto n.º 2014-195 de 20 de febrero de 2014, el cantón de Montbron fue suprimido el 22 de marzo de 2015 y sus 14 comunas pasaron a formar parte del nuevo cantón de Valle del Tardoire.